# Corpiño

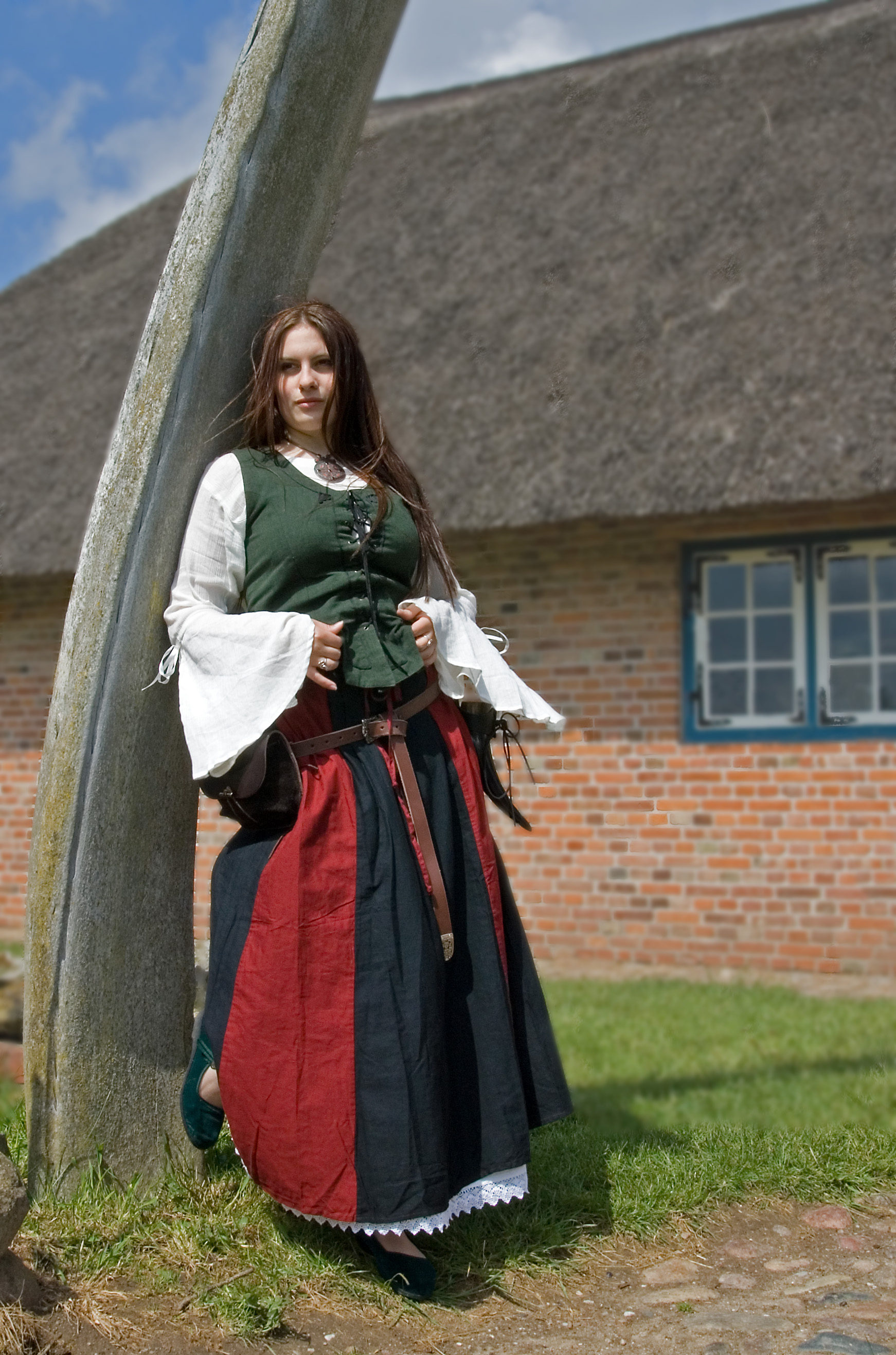
Mujer con corpiño verde.

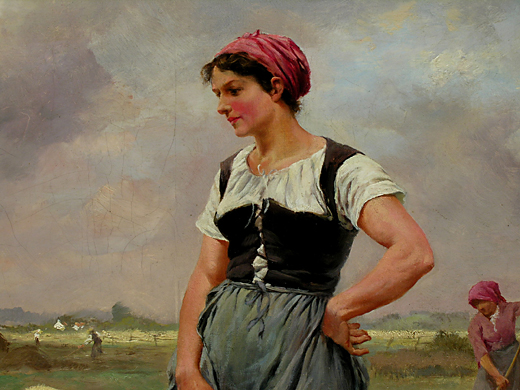
Mujer con corpiño negro.

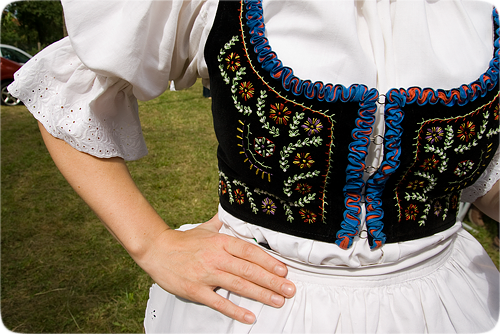
Corpiño negro.

El corpiño es una prenda de vestir femenina sin mangas que cubre de forma ajustada desde los hombros hasta la cintura, suele ser abierta por delante y se cierra mediante cordones o botones. Fue una prenda exterior, usada sobre la blusa o camisa, en Europa entre los siglos XVI y XVIII y que actualmente forma parte de numerosos trajes regionales europeos. Como prenda interior evolucionó hacia otras prendas como la cotilla, el corsé y el sujetador.
La palabra corpiño es de origen gallego, en cuya lengua significa "cuerpecito".

## Otros términos
El corpiño debe diferenciarse de otras prendas femeninas como son:
- El corsé
- La cotilla
- El sujetador o brassier. En Argentina, Paraguay y Uruguay, la palabra corpiño designa también al sujetador.

También se le denomina corpiño a una prenda similar al sujetador pero más pequeña diseñada exclusivamente para niñas.